# Тінсаріно
Тінса́ріно (рос. Тинсарино, чув. Чермĕш) — присілок у складі Маріїнсько-Посадського району Чувашії, Росія. Входить до складу Приволзького сільського поселення.
Населення — 195 осіб (2010; 225 у 2002).
Національний склад:
- чуваші — 89 %